# Lisa Marie Presley
Lisa Marie Presley (n. 1 februarie 1968, Memphis, Tennessee, SUA – d. 12 ianuarie 2023, Los Angeles, California, SUA) a fost o cântăreață și cantautoare americană. A fost unicul copil al lui Elvis și Priscilla Presley.
Presley a fost căsătorită de patru ori. În 1988, s-a căsătorit cu muzicianul Danny Keough, împreună cu care a avut un fiu și o fiică. În 1994 ei au divorțat și Lisa Marie s-a căsătorit cu regele pop Michael Jackson, ca după doi ani să divorțeze și de acesta. În 2002 ea s-a căsătorit cu actorul Nicolas Cage, cu care la fel a avut un mariaj de doar doi ani. În 2006 Lisa Marie s-a căsătorit cu producătorul muzical Michael Lockwood, cu care are două fete gemene. În 2010, familia lor s-a mutat în 'Coe's Hall', Rotherfield, East Sussex, Anglia, Regatul Unit., iar după cea mai lungă căsătorie a ei, a divorțat in 2016 de Michael Lockwood.

## Discografie

### Albume de studio
| Titlu                  | Detalii                                                                                 | Poziții în topuri | Poziții în topuri | Poziții în topuri | Poziții în topuri | Certificări |
| Titlu                  | Detalii                                                                                 | US                | GER               | SWI               | UK                | Certificări |
| ---------------------- | --------------------------------------------------------------------------------------- | ----------------- | ----------------- | ----------------- | ----------------- | ----------- |
| To Whom It May Concern | - Lansare: 8 aprilie 2003 - Label: Capitol Records - Formate: CD, music download        | 5                 | 74                | 86                | 52                | - US: Gold  |
| Now What               | - Lansare: 5 aprilie 2005 - Label: Capitol Records - Formate: CD, music download        | 9                 | —                 | 76                | —                 |             |
| Storm & Grace          | - Lansare: 15 mai 2012 - Label: Universal Republic - Formate: CD, vinyl, music download | 45                | —                 | —                 | —                 |             |

### Single-uri
| An   | Single                               | Poziții în topuri | Poziții în topuri | Poziții în topuri | Poziții în topuri | Poziții în topuri | Poziții în topuri | Album                  |
| An   | Single                               | US AC             | US Adult          | US Pop            | AUS               | NZ                | UK                | Album                  |
| ---- | ------------------------------------ | ----------------- | ----------------- | ----------------- | ----------------- | ----------------- | ----------------- | ---------------------- |
| 2003 | "Lights Out"                         | —                 | 18                | 34                | 29                | 28                | 16                | To Whom It May Concern |
| 2003 | "Sinking In"                         | —                 | —                 | —                 | —                 | —                 | —                 | To Whom It May Concern |
| 2005 | "Dirty Laundry"                      | 36                | —                 | —                 | —                 | —                 | —                 | Now What               |
| 2005 | "Idiot"                              | —                 | —                 | —                 | —                 | —                 | —                 | Now What               |
| 2007 | "In the Ghetto" (with Elvis Presley) | —                 | —                 | —                 | —                 | —                 | —                 | Non-album song         |
| 2012 | "You Ain't Seen Nothing Yet"         | —                 | —                 | —                 | —                 | —                 | —                 | Storm & Grace          |

"—" denotes releases that did not chart

### Clipuri video
| An   | Video                                     | Regizor          |
| ---- | ----------------------------------------- | ---------------- |
| 2003 | "Lights Out"                              | Francis Lawrence |
| 2003 | "Sinking In"                              | Barnaby Roper    |
| 2005 | "Dirty Laundry"                           | Patrick Hoelck   |
| 2005 | "Idiot"                                   | Patrick Hoelck   |
| 2012 | "You Ain't Seen Nothing Yet"              | Dean Karr        |
| 2012 | "I Love You Because" (with Elvis Presley) |                  |
| 2013 | "Over Me"                                 |                  |